# Gracián Babán
Gracián Babán, también como Garcian y Garciano, (¿Aragón?, c. 1620 - Valencia, 2 de febrero de 1675) fue un maestro de capilla y compositor español del siglo XVII. Fue uno de los músicos más respetados y admirados de España en la época.

## Biografía
Opositó el 7 de septiembre de 1649 a la maestría de La Seo de Zaragoza, pero perdió frente a Diego Pontac, que en ese momento era maestro de capilla de la Catedral de Santiago, con muchos años de experiencia en diversas catedrales. En 1653 fue brevemente maestro de capilla de la Colegiata de Daroca, sucediendo a Fausto de Navarra, ya que no se nombran otros maestros desde la partida de Navarro en 1647 y si al maestro interino Juan Mesples. Mesplés volvió a ejercer la maestría en 1653, tras la partida de Babán.
El 29 de agosto de 1653 se nombró a Babán maestro de capilla de la Catedral de Huesca:

Habiendo hecho muy buenas demostraciones de su habilidad el maestro Gracian Baban para la capilla que estaba vacante, se proveyo en el dicho con el mismo salario que lleva el antecedente Alfonso, que es ciento y veinte escudos
Actas capitulares de la Catedral de Huesca, libro de Resoluciones, V

El nombramiento de Babán coincide con una renovación de la capilla musical tras la peste de 1651. En esa misma época, por ejemplo, se contrató a Bruno Falqués como corneta y a Jusepe Espinós como bajon, y se premió al sacabuche Jusepe Espinós con 20 escudos.
Ese mismo año se le asignó «una perpetuación» para poder ordenarse a petición de Babán. El 29 de agosto le asignaron una renta anual de 40 escudos «para poder ordenarse», dejando explícito que era una excepción. Dos años más tarde, el 1 de julio de 1655, Babán solicitó un aumento de sueldo, dejando entrever que buscaría otra maestría si no le era concedido. El Cabildo le concedió diez escudos anuales, pero en concepto de gratificación por los trabajos de Corpus y Navidad. El arreglo debió disgustar a Babán, que en 1657 dejaba de figurar en las actas catedralicias.
El 27 de abril de 1657 mosén Gracián Babán fue nombrado maestro de capilla de la Catedral de Valencia, ciudad en la que falleció en 1675. La plaza fue concedida «sin haberse expedido edictos», algo habitual en ocasiones anteriores en la metropolitana de Valencia, véanse los casos de Juan Bautista Comes, Vicente García, Francisco Navarro o Urbán de Vargas. Fue el último maestro en que no se harían oposiciones para el cargo.
En Valencia se encargó de educar y «los alimentos de los ynfantillos», siendo maestro de Luis Vicente Gargallo, que posteriormente sería maestro de capilla de la Catedral de Huesca. En noviembre de 1662, junto con el también aragonés Jerónimo de la Torre, fue juez examinador al cargo de maestro de capilla del Real Colegio de Corpus Christi de Valencia. El informe presentado por los jueces daba como ganador por unanimidad a Luis Vicente Gargallo de entre seis pretendientes:

De todo lo dicho sacamos en consecuencia todos tres examinadores, unánimes y conformes, que de todo rigorde justicia, debe dar V. Sª. la plaza al Mº. de Huesca, y como se ha hecho el examen para este santuario, se hiciera para nuestra metropolitana o cualquiera otra Iglesia de España, se la diéramos asimismo,por haber en dicho sujeto ciencia, habilidad y pericia para cualquiera de ellas. Este es nuestro sentir, y por tanto lo firmamos en Valª. a 29 de Noviembre 1662

Sin embargo el cabildo se decidió por José Hinojosa, músico de Teruel, el 14 de diciembre de 1662.

## Obra
En Huesca solo se conserva una obra de Babán: Psalmos de nona Marabilia y Principes, a ocho voces y acompañamiento de órgano. También se conservan obras suyas en la Catedral de Albarracín.
En el archivo de la Catedral de Valencia se conservan más de 40 obras suyas, algunas escritas para 16 voces repartidas en dos, tres y cuatro coros, y con acompañamiento de arpa. Es uno de los compositores más importantes del barroco de la Comunidad Valenciana.